# Eva-Maria Lemke (Journalistin)

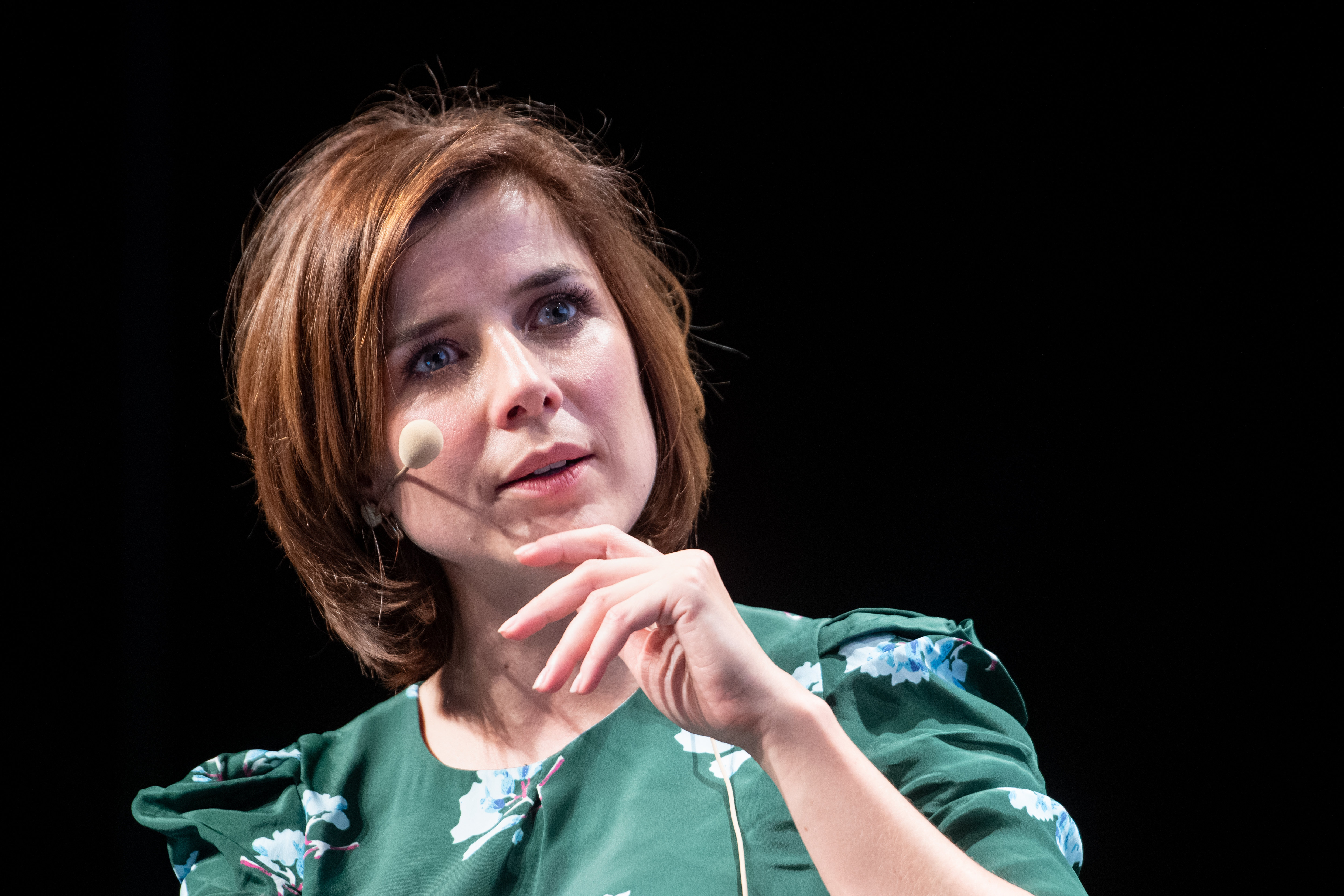
Eva-Maria Lemke, Berlin 2019

Eva-Maria Lemke (* 1982 in Ost-Berlin) ist eine deutsche Journalistin und Fernsehmoderatorin.

## Leben und Ausbildung
Eva-Maria Lemke wurde in Ost-Berlin geboren und wuchs in Stralsund auf. Nach ihrem Studium der Politikwissenschaft und Journalistik in Gießen und Leipzig machte sie ein Volontariat beim NDR.
Lemke ist verheiratet, hat drei Kinder und lebt in Berlin.

## Karriere
Lemke war zunächst als freie Autorin und Moderatorin im Kulturbereich aktiv, so bei der Leipziger Volkszeitung, Spiegel online, bei Deutschlandradio Kultur und dem ARD-Magazin ttt – titel, thesen, temperamente. Für die ZDF-Sendung WISO war sie als Reisereporterin tätig.
Ab 2013 moderierte sie das Kulturmagazin von „tagesschau24“. Von Frühjahr 2014 bis Frühjahr 2015 moderierte sie das ZDF-Morgenmagazin und von Mai 2015 bis Januar 2018 – im Wechsel mit Daniel Bröckerhoff – das ZDF-Nachrichtenmagazin heute+.
2018 wechselte Lemke zum rbb, wo sie bis August 2024 im Wechsel die Abendschau und seit Februar 2018 gemeinsam mit Sascha Hingst vertretungsweise das ARD-Mittagsmagazin moderierte.
Von Januar 2019 bis August 2024 moderierte Lemke im Ersten das politische Fernsehmagazin Kontraste. Von Oktober 2019 bis April 2021 moderierte sie gemeinsam mit Jessy Wellmer die Talkshow Hier spricht Berlin im Ersten.
Lemke kehrte im September 2024 zum ZDF zurück und ist seitdem Co-Moderatorin des ZDF-Morgenmagazins.

## Auszeichnungen
- 2014: Axel-Springer-Preis für junge Journalisten (Kategorie: Fernsehen)[9]
- 2020: Bremer Fernsehpreis (Kategorie: Die beste Moderatorin – Der beste Moderator)[10]